# Zaanstad
Zaanstad – miasto w północno-zachodniej Holandii, w prowincji Holandia Północna, na północny zachód od Amsterdamu, nad Kanałem Morza Północnego. Powstało w 1974 roku z połączenia miasta Zaandam, Zaandijk, Koog aan de Zaan, Wormerveer, Krommenie, Assendelft i Westzaan. Około 148,3 tys. mieszkańców, z których połowa mieszka w Zaandam.

## Gospodarka
W mieście rozwinął się przemysł zbrojeniowy, chemiczny, drzewny, papierniczy oraz spożywczy.

## Dworce kolejowe
- Dworzec główny
- Dworzec kolejowy Koog Bloemwijk

## Samorząd
Rada miejska Zaanstad składa się z 39 mandatów, które są podzielone następująco:
- VVD – 5 mandatów
- PvdA – 12 mandatów
- CDA – 4 mandaty
- Democratisch Zaanstad – 1 mandat
- GroenLinks – 3 mandaty
- SP – 5 mandatów
- ROSA – 2 mandaty
- ZOG – 4 mandaty
- ChristenUnie – 1 mandat
- bezpartyjni – 1 mandat

## Miasta partnerskie
- Zwickau, Niemcy
- Marino, Włochy
- Pančevo, Serbia

## Galeria

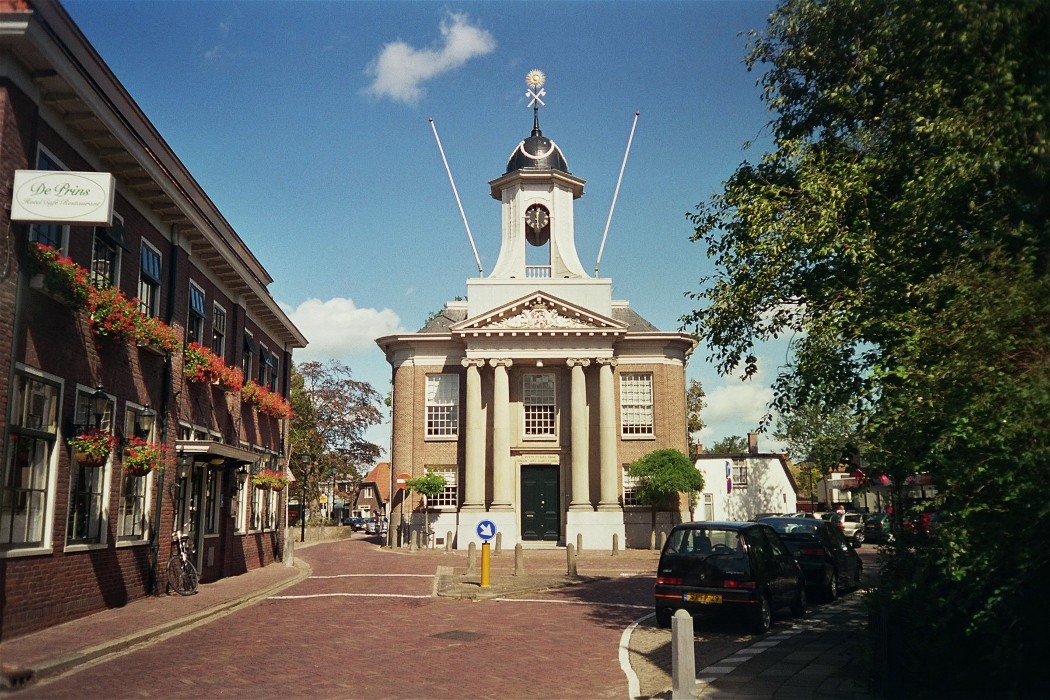
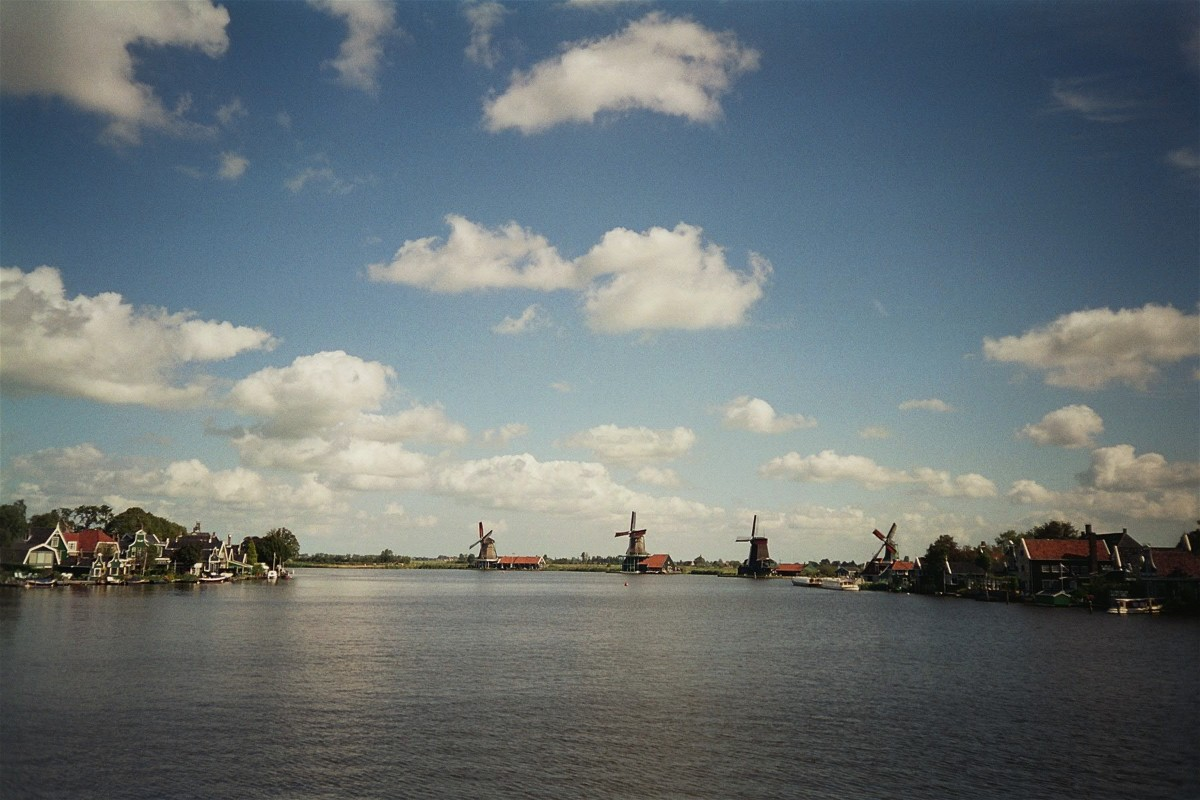
rzeka Zaan
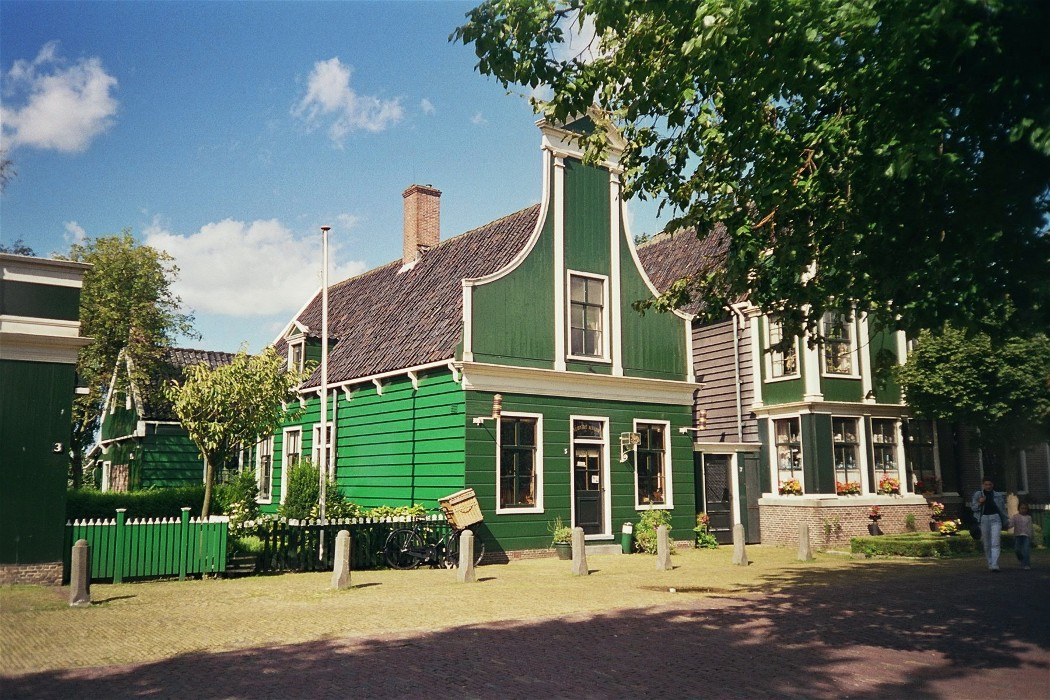
sklep Albert Heijn
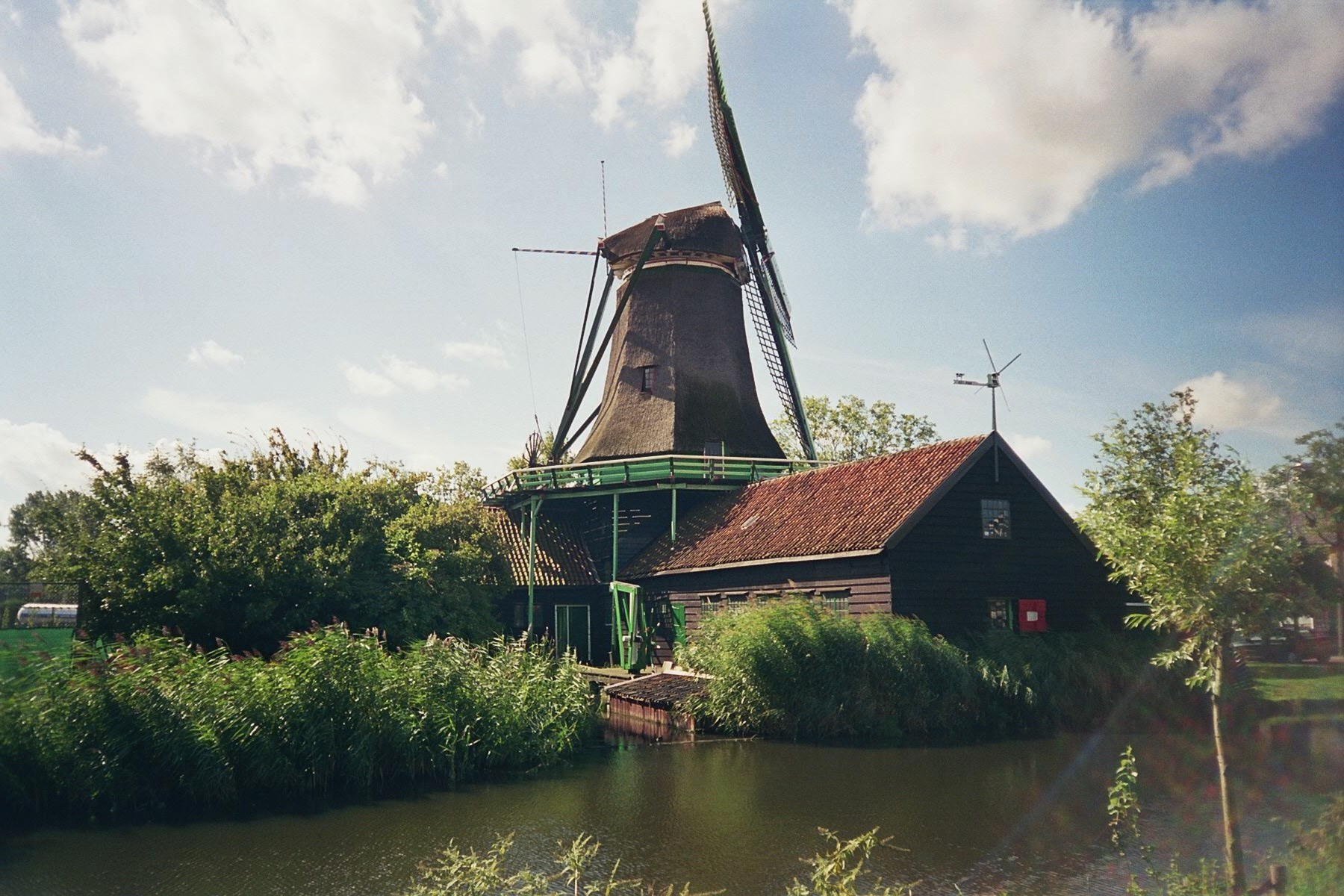
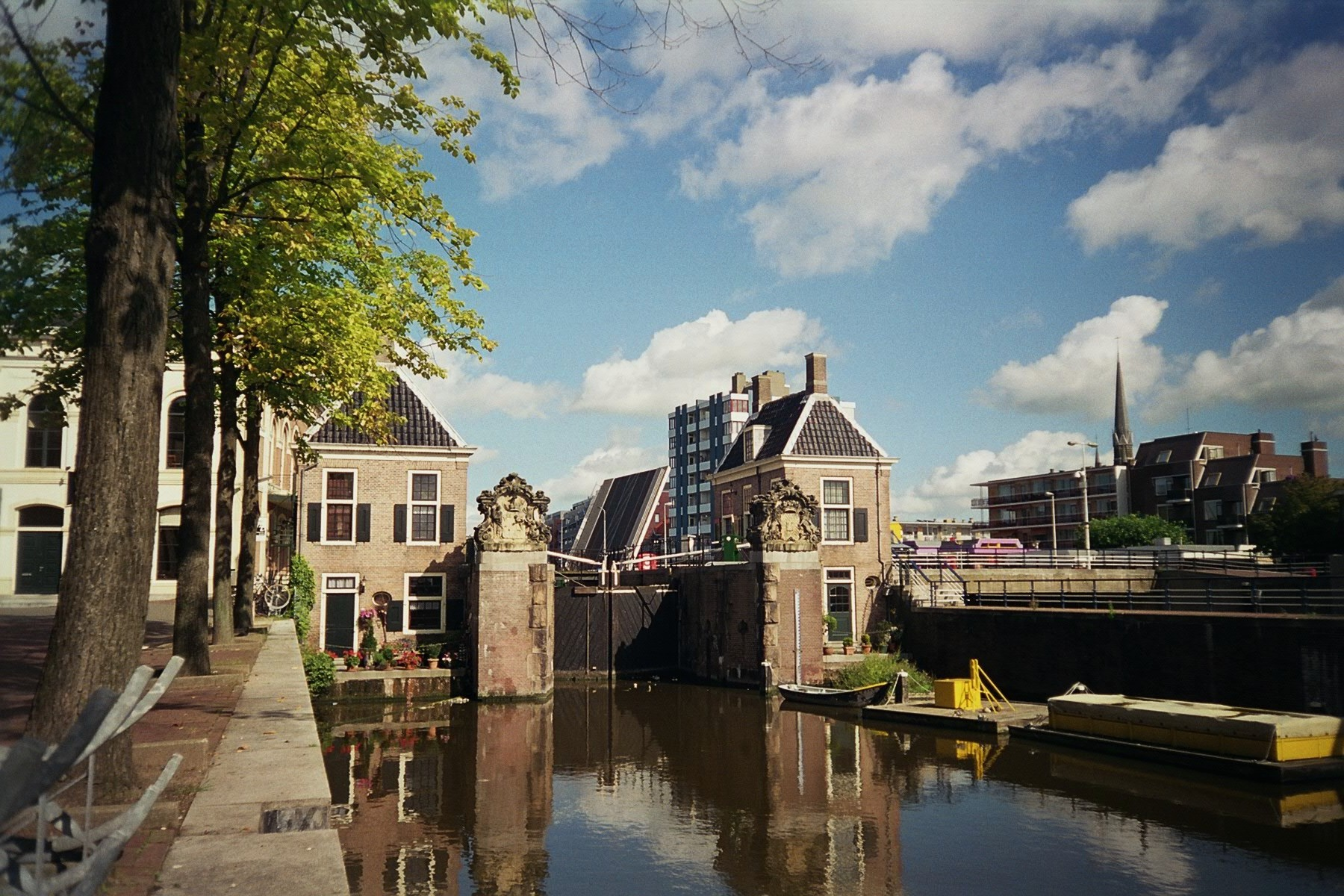
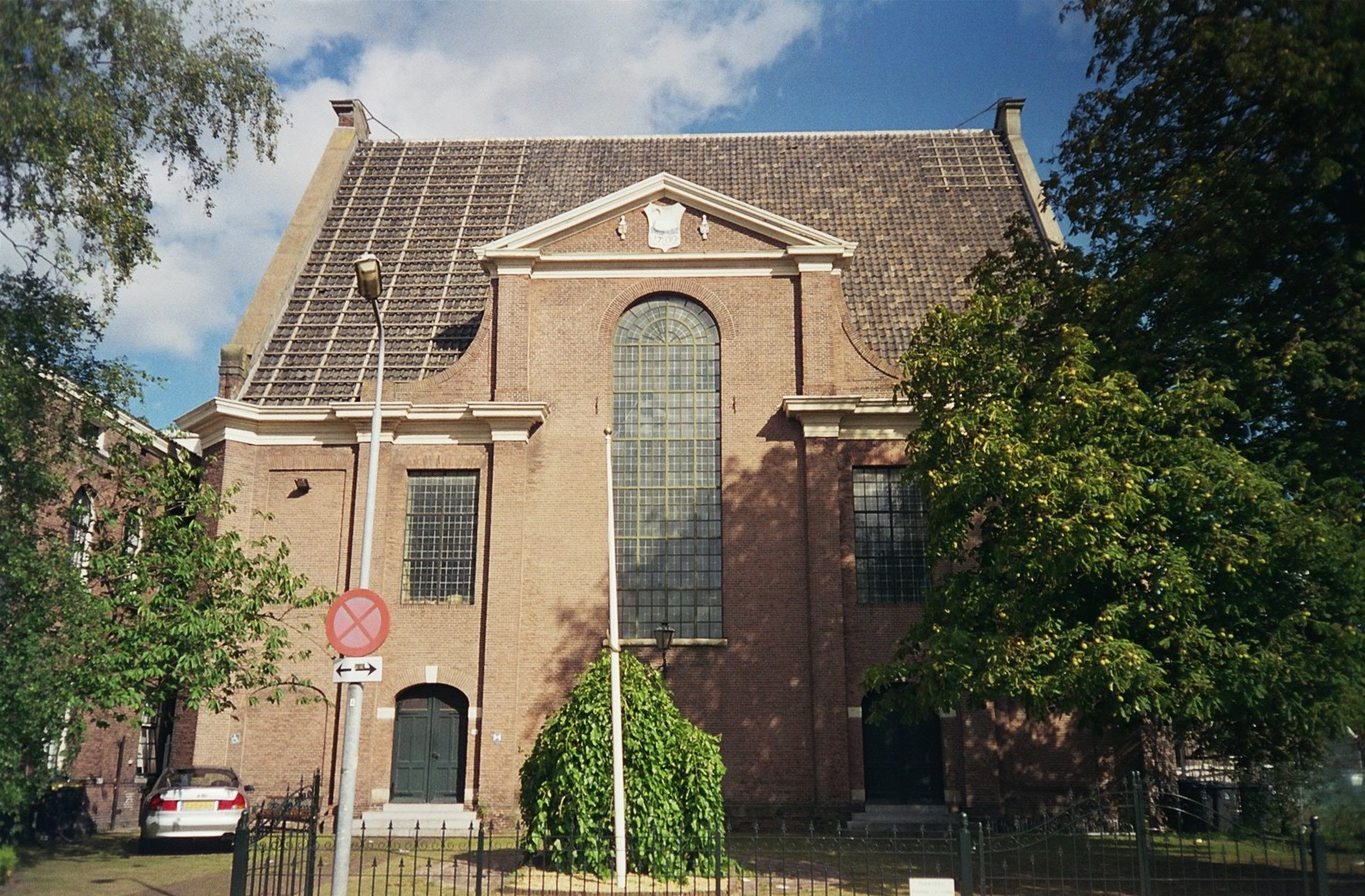
zbór luterański
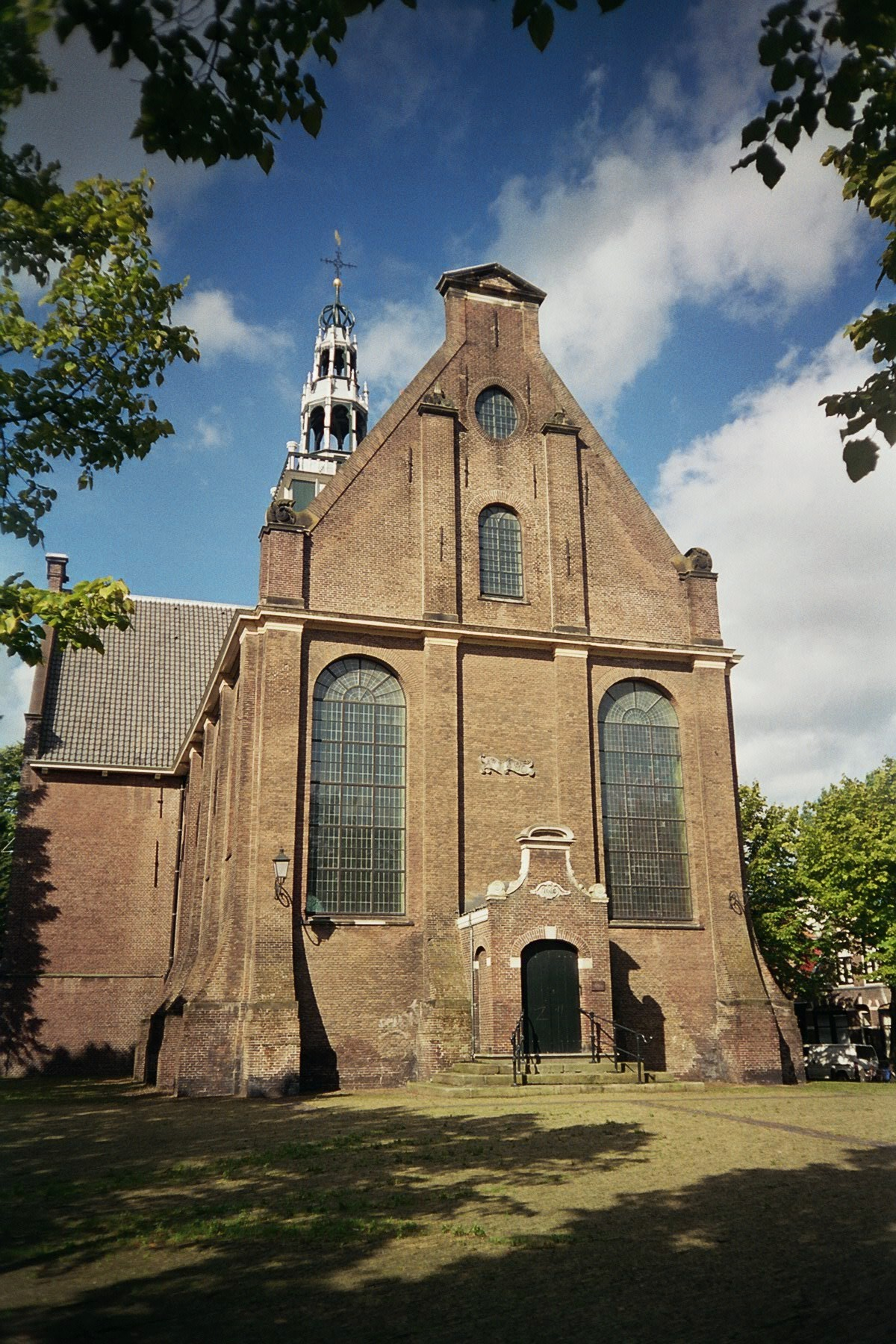
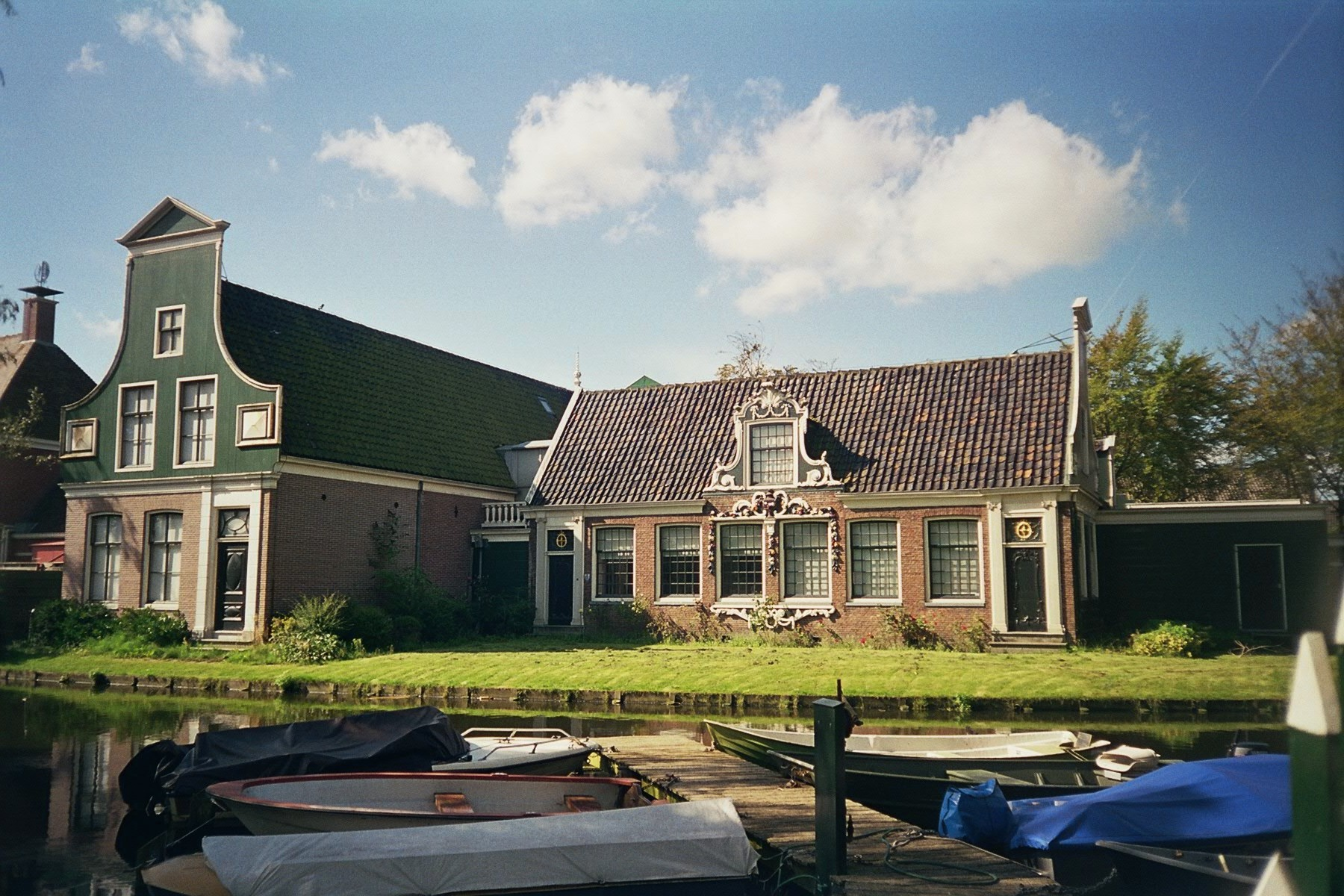
muzeum wiatraków